# Selezioni giovanili della nazionale maschile di pallavolo degli Stati Uniti d'America
Le selezioni giovanili della nazionale maschile di pallavolo degli Stati Uniti d'America sono gestite dalla federazione pallavolistica degli Stati Uniti d'America (USA Volleyball) e partecipano ai tornei pallavolistici internazionali per squadre nazionali maschili limitatamente a specifiche classi d'età.

## Under 23
La selezione nazionale under 23 rappresenta gli Stati Uniti d'America nelle competizioni internazionali dove il limite di età è di 23 anni.
| 2012 | non qualificata |
| 2014 | non qualificata |
| 2016 | non qualificata |
| 2018 | non qualificata |
| 2021 | non qualificata |
| 2023 | non qualificata |
| 2024 | non qualificata |
| 2025 | 2º posto        |

## Under 21
La selezione nazionale under 21 rappresenta gli Stati Uniti d'America nelle competizioni internazionali dove il limite di età è di 21 anni.
| 1977 | 7º posto        |
| 1981 | 7º posto        |
| 1985 | non qualificata |
| 1987 | non qualificata |
| 1989 | non qualificata |
| 1991 | non qualificata |
| 1993 | non qualificata |
| 1995 | non qualificata |
| 1997 | non qualificata |
| 1999 | non qualificata |
| 2001 | non qualificata |
| 2003 | non qualificata |
| 2005 | 8º posto        |
| 2007 | 7º posto        |
| 2009 | 8º posto        |
| 2011 | 4º posto        |
| 2013 | 11º posto       |
| 2015 | 11º posto       |
| 2017 | 14º posto       |
| 2019 | non qualificata |
| 2021 | non qualificata |
| 2023 | 13º posto       |

| 1998 | 3º posto |
| 2000 | 3º posto |
| 2002 | 3º posto |
| 2004 | 2º posto |
| 2006 | 2º posto |
| 2008 | 3º posto |
| 2010 | 1º posto |
| 2012 | 1º posto |
| 2014 | 3º posto |
| 2016 | 1º posto |
| 2018 | 2º posto |
| 2024 | 1º posto |

| 2011 | non qualificata |
| 2015 | 2º posto        |
| 2017 | non qualificata |
| 2019 | 5º posto        |
| 2022 | 1º posto        |
| 2023 | 2º posto        |

## Under 19
La selezione nazionale under 19 rappresenta gli Stati Uniti d'America nelle competizioni internazionali dove il limite di età è di 19 anni.
| 1989 | non qualificata |
| 1991 | non qualificata |
| 1993 | non qualificata |
| 1995 | 7º posto        |
| 1997 | non qualificata |
| 1999 | non qualificata |
| 2001 | non qualificata |
| 2003 | non qualificata |
| 2005 | non qualificata |
| 2007 | 15º posto       |
| 2009 | 10º posto       |
| 2011 | 11º posto       |
| 2013 | 16º posto       |
| 2015 | 7º posto        |
| 2017 | 15º posto       |
| 2019 | 15º posto       |
| 2021 | non qualificata |
| 2023 | 4º posto        |
| 2025 | 15º posto       |

| 1998 | 4º posto |
| 2000 | 3º posto |
| 2002 | 3º posto |
| 2004 | 1º posto |
| 2006 | 2º posto |
| 2008 | 1º posto |
| 2010 | 2º posto |
| 2012 | 3º posto |
| 2014 | 1º posto |
| 2016 | 2º posto |
| 2018 | 2º posto |
| 2024 | 1º posto |

| 2011 | 3º posto        |
| 2017 | non qualificata |
| 2019 | non qualificata |
| 2022 | 1º posto        |
| 2023 | 1º posto        |